# Ostrá (Nymburki járás)
Ostrá település Csehországban, a Nymburki járásban. Ostrá Hradištko, Semice, Stratov, Kostomlaty nad Labem és Lysá nad Labem településekkel határos. Lakosainak száma 625 fő (2024. január 1.).

## Népesség
A település lakosságának változását az alábbi diagram mutatja:
| Lakosok száma | 585  | 671  | 768  | 647  | 455  | 353  | 557  | 571  | 578  | 625  |
|               | 1869 | 1890 | 1921 | 1950 | 1980 | 2001 | 2017 | 2019 | 2022 | 2024 |